# Omelmont
Omelmont település Franciaországban, Meurthe-et-Moselle megyében. Lakosainak száma 193 fő (2022. január 1.). Omelmont Clérey-sur-Brenon, Gerbécourt-et-Haplemont, Houdreville, Tantonville és Vézelise községekkel határos.

## Népesség
A település népességének változása:
| Lakosok száma | 139  | 145  | 183  | 155  | 181  | 185  | 189  | 188  | 190  | 193  |
|               | 1968 | 1982 | 1990 | 2006 | 2013 | 2015 | 2017 | 2019 | 2020 | 2022 |